# Laura Soto
Laura Filomena Soto González (Valparaíso, 15 de diciembre de 1931) es una exdiputada y senadora chilena, militante del Partido por la Democracia (PPD).

## Biografía
Hija de Humberto Soto y de Juana González.
Los estudios primarios los realizó en la Escuela N.°10 de Valparaíso y los secundarios en el Liceo N.º 2 de Niñas en esta misma ciudad. Tras finalizar su etapa escolar ingresó a la Facultad de Derecho de la Sede Valparaíso de la Universidad de Chile, donde obtuvo el título de abogado. La tesis la realizó en «Derecho del Mar: Dominio marítimo del Estado».
Se casó con Enrique Paniagua Jegó; de aquel matrimonio nacieron dos hijas, entre ellas Marisol Paniagua Soto, concejala de Valparaíso.
Una vez egresada comenzó a ejercer su profesión, especializándose en Derecho Laboral y Penal. En 1973 asumió como abogado colaborador del Comité Pro Paz, antecesor de la Vicaría de la Solidaridad, institución de la que más tarde fue asesora.

## Carrera política
Inicia su trayectoria política dentro del Partido Demócrata Cristiano, primero como participante activo de su fundación y, luego, en el cargo de Presidenta Regional.
En la escena política y pública se desempeña como la presidenta del "Grupo de los 24" de Valparaíso, organizado con el fin de estudiar la elaboración de la Constitución Política de Chile. También, es nombrada Consejera Nacional de la Comisión de Derechos Humanos, llegando a asumir la vicepresidencia.
A fines de 1987, con la creación del Partido por la Democracia, se convierte en uno de sus fundadores en la Región de Valparaíso, ocupando el cargo de Presidenta Regional.
En el año 1989 es elegida Senador por la Región de Valparaíso representando al Partido por la Democracia, correspondiente a la 6.ª Circunscripción para el período 1990 a 1994 (en ese entonces el período sería solo de 4 años). Con este resultado se convierte en la primera mujer nacida en Valparaíso que llega al Senado. Durante su cargo integra las Comisiones Permanentes de Constitución, Legislación y Justicia, de Gobierno Interior y las Comisiones de Regionalización, Planificación y Desarrollo Social.
Se presenta a la reelección de senadora por la 6º Circunscripción Región de Valparaíso Costa, para el siguiente período (1994 - 2002), siendo derrotada por Beltrán Urenda Zegers (UDI) y por Juan Hamilton (PDC).
Durante el Gobierno del Presidente Eduardo Frei Ruiz-Tagle es nombrada Embajadora de Chile en Costa Rica.
En el año 1997 se postula como candidata a Diputada por Viña del Mar y Concón, resultando electa por el Distrito N.° 14 en representación del Partido por la Democracia. Integra las Comisiones de Constitución, Legislación y Justicia y la de Gobierno Interior.
En diciembre de 2001 fue elegida Diputada en representación del Partido por la Democracia, para el período 2002 - 2006, por el Distrito N.º 13 de la Región de Valparaíso, correspondiente a las comunas de Valparaíso, Juan Fernández e Isla de Pascua. Integra las Comisiones de Constitución, Legislación y Justicia; Relaciones Exteriores, Asuntos Interparlamentarios e Integración Latinoamericana; preside la Comisión de Derechos Humanos, Nacionalidad y Ciudadanía y la Comisión Especial de Drogas.
En diciembre de 2005 fue reelegida Diputada, para el período 2006 - 2010, por el Distrito N.º 13 de la Región de Valparaíso, correspondiente a las comunas de Valparaíso, Juan Fernández e Isla de Pascua. Integra las comisiones de Constitución, Legislación y Justicia.
En noviembre de 2007 fue desaforada por el Caso PGE, bajo cargos de fraude al Fisco y estafa, cargos que se confirmaron en enero de 2008, no obstante lo cual, resultaría absuelta en el posterior juicio oral penal.
En diciembre de 2009 se presenta nuevamente como candidata para ser relecta Diputada, pero resulta en el cuarto lugar, perdiendo su cupo parlamentario el que pasa a manos de su compañero de lista, también exdiputado y exalcalde de Valparaíso, el democratacristiano Aldo Cornejo.

### Controversias
En diciembre de 2005, Laura Soto fue investigada como una de los presuntos responsables de la utilización de fondos públicos del Programa de Generación de Empleo (PGE) —cuyo fin era la reducción de la cesantía— para la financiación de campañas políticas de la Concertación. También se consideraron responsables su hija y algunos colaboradores en Valparaíso. La diputada, junto con su compañero de partido Rodrigo González suspendieron durante 2007 su militancia al PPD mientras se llevaron a cabo parte de las investigaciones. Finalmente el caso, al que se le llamó «empleos brujos», se cerró en 2009, debiendo asistir a juicio oral solo un asesor del diputado González.

## Historial electoral

### Elecciones parlamentarias de 1989
- Elecciones parlamentarias de 1989, para Circunscripción 6, Valparaíso Costa [7]

### Elecciones parlamentarias de 1993
- Elecciones parlamentarias de 1993, para Circunscripción 6, Valparaíso Costa [8]

### Elecciones parlamentarias de 1997
- Elecciones parlamentarias de Chile de 1997, distrito 14 (Viña del Mar y Concón)[9]

### Elecciones parlamentarias de 2001
- Elecciones parlamentarias de 2001 a Diputado por el distrito 13 (Valparaíso, Isla de Pascua y Juan Fernández) [10]

### Elecciones parlamentarias de 2005
- Elecciones Parlamentarias de 2005 a Diputado por el distrito 13 (Isla de Pascua, Juan Fernández, Valparaíso)[11]

### Elecciones parlamentarias de 2009
- Elecciones parlamentarias de 2009 a Diputado por el distrito 13 (Valparaíso, Isla de Pascua y Juan Fernández) [12]